# Liste der denkmalgeschützten Objekte in Schrems (Niederösterreich)
Die Liste der denkmalgeschützten Objekte in Schrems enthält die 20 denkmalgeschützten, unbeweglichen Objekte der Stadtgemeinde Schrems.

## Denkmäler
| Foto |                 | Denkmal                                                                                      | Standort                                        | Beschreibung | Metadaten |
| ---- | --------------- | -------------------------------------------------------------------------------------------- | ----------------------------------------------- | --- | --- |
| ja   | Datei hochladen | Ortskapelle Ehrenhöbarten HERIS-ID: 29627 Objekt-ID: 26281                                   | Ehrenhöbarten 29 Standort KG: Ehrenhöbarten     | Die von Henri d’Artois gestiftete Kapelle in der Ortsmitte wurde 1843 erbaut. Der Bau ist innen flach gedeckt. Er verfügt über eine gewölbte Halbkreisapsis, einen geschweiften Knickgiebel unter einem Dachreiter mit Zwiebelhelm und über gefaschte Rundbogenfenster. Das Altarblatt zeigt ein Bildnis des 1146 heiliggesprochenen Kaisers Heinrich II. aus der zweiten Hälfte des 18. Jahrhunderts. | BDA-Hist.: Q37927591 Status: § 2a Stand der BDA-Liste: 2025-06-30 Name: Ortskapelle Ehrenhöbarten GstNr.: 508 Ortskapelle Ehrenhöbarten                                   |
| ja   | Datei hochladen | Figurenbildstock hl. Florian HERIS-ID: 29635 Objekt-ID: 26289                                | Standort KG: Kottinghörmanns                    | Die ehemalige Brunnenfigur des hl. Florian am Ortsteich ist mit der Jahreszahl 1749 bezeichnet. | BDA-Hist.: Q37927603 Status: § 2a Stand der BDA-Liste: 2025-06-30 Name: Figurenbildstock hl. Florian GstNr.: 1747/2 Figurenbildstock hl. Florian, Kottinghörmanns         |
| ja   | Datei hochladen | Ehem. Industriemühle HERIS-ID: 29640 Objekt-ID: 26294                                        | bei Kurzschwarza 1 Standort KG: Kurzschwarza    | Die ehemalige Mühle am Schwarzabach stammt aus dem dritten Viertel des 19. Jahrhunderts. | BDA-Hist.: Q37927621 Status: Bescheid Stand der BDA-Liste: 2025-06-30 Name: Ehem. Industriemühle GstNr.: 1/6 Ehem. Industriemühle in Kurzschwarza                         |
| ja   | Datei hochladen | Kath. Pfarrkirche Mariae Himmelfahrt Langegg HERIS-ID: 29645 Objekt-ID: 26299                | Standort KG: Langegg                            | Die im Osten von Langegg gelegene Pfarrkirche Mariä Himmelfahrt, eine josephinische Saalkirche mit Westturm, wurde von 1786 bis 1790 erbaut. Das dreiachsige Langhaus hat einen eingezogenen, fünfseitigen Chor und Flachbogenfenster. Am Chor erhebt sich nordseitig die Sakristei, am Langhaus südseitig ein moderner Portalvorbau. Der quadratische Westturm wird von einem Glockenhelm bekrönt. Er ist in die Giebelfassade eingefügt und durch Pilaster gegliedert. | BDA-Hist.: Q20816961 Status: § 2a Stand der BDA-Liste: 2025-06-30 Name: Kath. Pfarrkirche Mariae Himmelfahrt GstNr.: 1 Pfarrkirche Mariä Himmelfahrt, Langegg             |
| ja   | Datei hochladen | Kath. Pfarrkirche hl. Ägydius HERIS-ID: 29636 Objekt-ID: 26290                               | Langschwarza 49 Standort KG: Langschwarza       | Die im Südteil von Langschwarza gelegene Pfarrkirche hl. Ägydius ist eine neoromanische Saalkirche mit Querarmen und Nordturm. Das dreijochige Langhaus und dessen Querarme sind durch Giebelfassaden gegliedert und der zweijochige Chor durch ein umlaufendes Rundbogenfries auf abgetreppten Lisenenvorlagen. Die Fassade ist durch zweibahnige Maßwerkfenster und Maßwerkokuli geöffnet. Die Giebelfassade liegt zwischen zwei abgetreppten Strebepfeilern. Sie verfügt über ein Rundbogenfries über zwei Blendsäulchen und einen Maßwerkokulus. Der Nordturm wird von einem Giebelspitzhelm bekrönt. Er hat abgetreppte Ecklisenen, Rundbogen- und Zahnschnittfriese, ein Schulterbogentor und Rundbogenfenster, Maßwerkschallfenster und Fialen. Vom Chor führt ein Schulterbogenportal in die Sakristei, die gekuppelte Rundbogenfenster aufweist. Die halbkreisförmige Apsis ist durch eine Zwerggalerie gekennzeichnet. | BDA-Hist.: Q20816030 Status: § 2a Stand der BDA-Liste: 2025-06-30 Name: Kath. Pfarrkirche hl. Ägydius GstNr.: 3 Saint Giles Church (Langschwarza)                         |
| ja   | Datei hochladen | Mausoleum HERIS-ID: 29637 Objekt-ID: 26291                                                   | Langschwarza 49 Standort KG: Langschwarza       | Südlich der Kirche erhebt sich über einem rechteckigen Grundriss eine neoromanische Grabkapelle mit Giebel und Zwerchdach. | BDA-Hist.: Q37927616 Status: § 2a Stand der BDA-Liste: 2025-06-30 Name: Mausoleum GstNr.: 3                                                                               |
| ja   | Datei hochladen | Ortskapelle Niederschrems HERIS-ID: 29646 Objekt-ID: 26300                                   | Niederschrems 167 Standort KG: Niederschrems    | Die im Westteil des Ortes erhöht auf einer Geländestufe gelegene Kapelle wurde 1820 erbaut. Sie ist innen flach gedeckt und hat eine gewölbte Halbkreisapsis unter einem zwiebelhelmbekrönten Dachreiter. | BDA-Hist.: Q37927642 Status: § 2a Stand der BDA-Liste: 2025-06-30 Name: Ortskapelle Niederschrems GstNr.: 17 Ortskapelle Niederschrems                                    |
| ja   | Datei hochladen | Sog. Schwedenkreuz HERIS-ID: 29632 Objekt-ID: 26286                                          | Standort KG: Niederschrems                      | Dem sogenannten Schwedenkreuz bei Niederschrems fehlt ein Teil des Querbalkens. Der noch vorhandene Teil hat eine schalenförmige Vertiefung. | BDA-Hist.: Q37927597 Status: § 2a Stand der BDA-Liste: 2025-06-30 Name: Sog. Schwedenkreuz GstNr.: 1499 Schwedenkreuz bei Kleedorf                                        |
| ja   | Datei hochladen | Figurenbildstock hl. Florian HERIS-ID: 29647 Objekt-ID: 26301                                | Standort KG: Niederschrems                      | An der Mündung der Querstraße in Niederschrems steht eine Steinfigur des hl. Florian aus der ersten Hälfte des 18. Jahrhunderts. | BDA-Hist.: Q37927648 Status: § 2a Stand der BDA-Liste: 2025-06-30 Name: Figurenbildstock hl. Florian GstNr.: 1474/2 Figurenbildstock hl. Florian, Niederschrems           |
| ja   | Datei hochladen | Kriegerdenkmal HERIS-ID: 29621 Objekt-ID: 26275                                              | Dr.-Theodor-Körner-Platz Standort KG: Schrems   | Das Kriegerdenkmal des Bildhauers Carl Wollek wurde von 1933 bis 1935 errichtet und 1962 vergrößert. | BDA-Hist.: Q37927558 Status: § 2a Stand der BDA-Liste: 2025-06-30 Name: Kriegerdenkmal GstNr.: 245/11 Kriegerdenkmal Schrems                                              |
| ja   | Datei hochladen | Schloss HERIS-ID: 29616 Objekt-ID: 26270                                                     | Dr.-Theodor-Körner-Platz 1 Standort KG: Schrems | Das zwischen Braunaubachbrücke und Budweiserstraße nach 1635 erbaute und ursprünglich von Wassergräben umgebene Schloss ist ein frühbarocker, später veränderter, zweigeschoßiger, vierflügeliger Bau. Die 16-achsige Westseite, die 12-achsige Südfront und die nur zum Teil erhaltene Ostfassade sind durch eine Gliederung aus den Jahren 1777 bis 1781 gekennzeichnet. | BDA-Hist.: Q37927542 Status: § 2a Stand der BDA-Liste: 2025-06-30 Name: Schloss GstNr.: 131/2 Schloss Schrems                                                             |
| ja   | Datei hochladen | Pranger HERIS-ID: 29622 Objekt-ID: 26276 marterl.at: 11733                                   | Hauptplatz Standort KG: Schrems                 | Der aus dem 16. Jahrhundert stammende Pranger hat einen achtseitigen, nach oben gedrehten Schaft, der von einem Pyramidenabschluss mit Kugel bekrönt wird. | BDA-Hist.: Q37927564 Status: § 2a Stand der BDA-Liste: 2025-06-30 Name: Pranger GstNr.: 1763 Pranger Schrems                                                              |
| ja   | Datei hochladen | Kaiser-Franz-Joseph-Gedächtnisobelisk HERIS-ID: 29623 Objekt-ID: 26277                       | Hauptplatz Standort KG: Schrems                 | Der Kaiser-Franz-Joseph-Gedächtnisobelisk in der Platzmitte wurde 1898 errichtet. | BDA-Hist.: Q37927569 Status: § 2a Stand der BDA-Liste: 2025-06-30 Name: Kaiser-Franz-Joseph-Gedächtnisobelisk GstNr.: 1763 Kaiser-Franz-Joseph-Gedächtnisobelisk, Schrems |
| ja   | Datei hochladen | Brunnen mit Figur hl. Felix von Cantalice HERIS-ID: 29624 Objekt-ID: 26278 marterl.at: 12640 | Hauptplatz Standort KG: Schrems                 | Der Brunnen ist mit der Jahreszahl 1848 bezeichnet. Seine Figur des hl. Felix von Cantalice stammt aus dem zweiten Viertel des 18. Jahrhunderts. | BDA-Hist.: Q37927574 Status: § 2a Stand der BDA-Liste: 2025-06-30 Name: Brunnen mit Figur hl. Felix von Cantalice GstNr.: 1792 Felixbrunnen, Schrems                      |
| ja   | Datei hochladen | Kornmetzen HERIS-ID: 29625 Objekt-ID: 26279 marterl.at: 12639                                | Hauptplatz Standort KG: Schrems                 | Der Kornmetzen ist mit reliefierten Symbolzeichen dekoriert. Er stammt aus der ersten Hälfte des 19. Jahrhunderts und wurde 1846 erstmals erwähnt. | BDA-Hist.: Q37927580 Status: § 2a Stand der BDA-Liste: 2025-06-30 Name: Kornmetzen GstNr.: 1763 Kornmetzen Schrems                                                        |
| ja   | Datei hochladen | Kulturhaus, ehem. Volksheim HERIS-ID: 29615 Objekt-ID: 26269                                 | Josef-Widy-Straße 7 Standort KG: Schrems        | Das ehemalige Arbeiterheim, Gasthaus und Kino wurde 1926 bis 1927 erbaut. Die Anlage hat einen einflügeligen Portalvorbau, einen Mittelgiebel und einen Zinnenaufbau am rechten Seitenflügel. | BDA-Hist.: Q37927536 Status: § 2a Stand der BDA-Liste: 2025-06-30 Name: Kulturhaus, ehem. Volksheim GstNr.: 321/3 Kulturhaus, Schrems                                     |
| ja   | Datei hochladen | Kath. Pfarrkirche Mariae Himmelfahrt Schrems HERIS-ID: 29612 Objekt-ID: 26266                | Kirchenplatz 1 Standort KG: Schrems             | Die westlich des Hauptplatzes an einer Geländestufe gelegene und bis 1811 von einem Friedhof umgebene Pfarrkirche Mariä Himmelfahrt ist von der Verbauung des Kirchenplatzes halbrund umschlossen. Die neobarocke Saalkirche wurde von 1873 bis 1875 erbaut. Deckenmalereien im Langhaus aus den Jahren 1903 bis 1905 stammen von Franz Mayerhofer. Maria Sturm schuf 1951 eine Wandmalerei im Chor. Das Altarblatt am Hochaltar wird Carlo Carlone zugeschrieben. | BDA-Hist.: Q20816027 Status: § 2a Stand der BDA-Liste: 2025-06-30 Name: Kath. Pfarrkirche Mariae Himmelfahrt GstNr.: 1 Pfarrkirche Mariä Himmelfahrt, Schrems             |
| ja   | Datei hochladen | Wohnhaus, ehem. Brauerei HERIS-ID: 29617 Objekt-ID: 26271                                    | Mühlgasse 1 Standort KG: Schrems                | Die großteils in der Mitte des 18. Jahrhunderts erbaute Gebäude der Brauerei Schrems hat eine Fassade aus der zweiten Hälfte des 19. Jahrhunderts. Der Braubetrieb wurde 1905 stillgelegt. | BDA-Hist.: Q37927548 Status: Bescheid Stand der BDA-Liste: 2025-06-30 Name: Wohnhaus, ehem. Brauerei GstNr.: 128/1 Former brewery Schrems                                 |
| ja   | Datei hochladen | Heimatmuseum, ehem. Schule HERIS-ID: 29614 Objekt-ID: 26268                                  | Schulgasse 4 Standort KG: Schrems               | Die ehemalige Schule ist ein historistisches Gebäude, das von 1871 bis 1872 erbaut wurde und heute ein Museum beherbergt. | BDA-Hist.: Q37927531 Status: § 2a Stand der BDA-Liste: 2025-06-30 Name: Heimatmuseum, ehem. Schule GstNr.: 14                                                             |
| ja   | Datei hochladen | Figurenbildstock hl. Johannes Nepomuk HERIS-ID: 29620 Objekt-ID: 26274 marterl.at: 11758     | Standort KG: Schrems                            | Die Steinfigur an der Brücke über den Braunaubach ist mit der Jahreszahl 1737 bezeichnet. | BDA-Hist.: Q37927553 Status: § 2a Stand der BDA-Liste: 2025-06-30 Name: Figurenbildstock hl. Johannes Nepomuk GstNr.: 130/2 Johannes Nepomuk, Schrems                     |